# Radical 30
口 (bouche) est un kanji composé de 3 traits. Il fait partie des kyōiku kanji de 1re année.
Il se lit コウ (kō) ou ク (ku) en lecture on et くち (kuchi) en lecture kun.
Le caractère Unicode de 口 est 53E3.